# Groene buulbuul
De groene buulbuul (Eurillas virens synoniem: Andropadus virens) is een  zangvogel uit de familie buulbuuls (Pycnonotidae). De vogel komt voor in Sub-Saharisch Afrika.

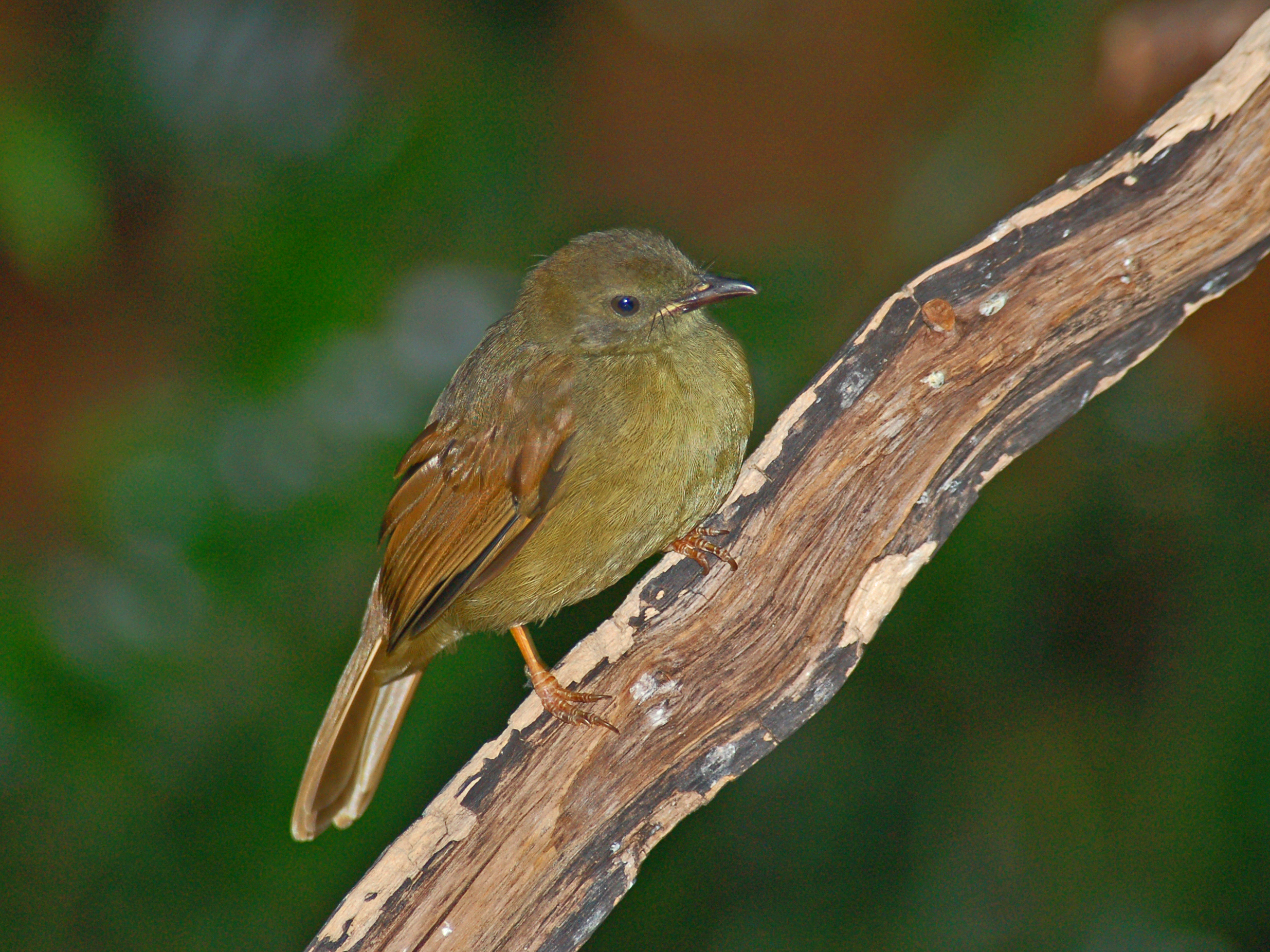

## Kenmerken
De vogel is 16 tot 17 cm lang. Het is een middelgrote, nogal onopvallend soort buulbuul. Hij is overwegend dof olijfkleurig bruin, met een groenige zweem op de kop, borst en de rug, terwijl de staart en de slagpennen meer uitgesproken bruin zijn. De snavel is hoornkleurig en de poten zijn meestal gelig bruin, maar variabel in kleur.

## Verspreiding en leefgebied
Deze soort komt voor in westelijk, centraal en oostelijk Afrika en telt vijf ondersoorten:
- E. v. amadoni: het eiland Bioko.
- E. v. erythroptera: van Gambia tot zuidelijk Nigeria.
- E. v. virens: van westelijk Kameroen tot zuidelijk Zuid-Soedan, westelijk Kenia, zuidelijk Congo-Kinshasa en noordelijk Angola.
- E. v. zanzibarica: het eiland Zanzibar.
- E. v. zombensis: van zuidoostelijk Congo-Kinshasa en noordelijk Zambia tot in zuidoostelijk Kenia en noordelijk Mozambique.

Het leefgebied bestaat uit goed ontwikkeld bos waarbij de vogel een voorkeur heeft voor laag en dicht struikgewas. De vogel is lastig te observeren, tenzij men de roep en de zang van de vogel goed kent.

## Status
De grootte van de populatie is niet gekwantificeerd. Een schatting uit 2005 voor Liberia kwam uit op 4 miljoen individuen. Meestal is de vogel algemeen. Om deze redenen staat de groene buulbuul als niet bedreigd op de Rode Lijst van de IUCN. In Gambia wordt het leefgebied (regenwoud) echter sterk aangetast en neemt de vogel in aantal af.